# Groupe de NGC 5378
Le groupe de NGC 5378 est un trio de galaxies situé dans la constellation des Chiens de chasse. La distance moyenne entre ce groupe et la Voie lactée est d'environ 49,0 Mpc (∼160 millions d'al). 

## Membres
Le tableau ci-dessous liste les trois galaxies du groupe indiquées dans l'article de A.M. Garcia paru en 1993.
D'autre part, Abraham Mahtessian place les galaxies NGC 5378 et NGC 5380 dans un autre groupe avec les galaxies NGC 5341, NGC 5351, NGC 5394 et NGC 5395. Ces quatre galaxies sont placées dans le groupe de NGC 5395 en compagnie d'UGC 8806 par Garcia. Dépendant des critères de regroupement utilisés, ces deux groupes pourraient sans doute être réunis pour former un groupe de huit galaxies.
| Nom      | Class.     | Type           | α (J2000.0)   | δ (J2000.0) | Vitesse radiale (km/s) | m    | Distance (Mpc) | Diamètre (kal) |
| -------- | ---------- | -------------- | ------------- | ----------- | ---------------------- | ---- | -------------- | -------------- |
| NGC 5378 | (R')SB(r)a | Spirale barrée | 13h 56m 51.0s | 37° 47′ 50″ | 2985 ± 2               | 12,5 | 46,9 ± 3,3     | 154            |
| NGC 5380 | SA0^-      | Lenticulaire   | 13h 56m 56.7s | 37° 36′ 37″ | 3173 ± 23              | 12,3 | 49,6 ± 3,5     | 51             |
| UGC 8778 | S?         | Spirale        | 13h 52m 06.7s | 38° 04′ 01″ | 3230 ± 3               | 14,0 | 50,5 ± 3,5     | 86             |

Le site DeepskyLog permet de trouver aisément les constellations des galaxies mentionnées dans ce tableau ou si elles ne s'y trouvent pas, l'outil du site constellation permet de le faire à l'aide des coordonnées de la galaxie. Sauf indication contraire, les données proviennent du site NASA/IPAC.